# Bazylika św. Michała Archanioła i św. Stanisława Biskupa w Krakowie
Bazylika św. Michała Archanioła i św. Stanisława Biskupa i Męczennika – zabytkowy kompleks sakralny, kościół oraz klasztor paulinów, znajdujący się w Krakowie, w dzielnicy I Stare Miasto przy ulicy Skałecznej 15, na Kazimierzu. Nazywany jest potocznie Skałką lub kościołem Na Skałce.
Jest to według tradycji sanktuarium męczeństwa św. Stanisława, biskupa krakowskiego, znajdujące się niedaleko Wawelu, nad Wisłą, na niewielkim wzgórzu, zbudowanym z białego wapienia jurajskiego. Pełni też rolę Panteonu Narodowego.

## Historia
Według podań stała tu niegdyś świątynia pogańska, na miejscu której zbudowano kościół romański pw. św. Michała Archanioła. W XIV w. gotycką świątynię postawił król Kazimierz III Wielki. Od 1472 opiekuje się nią Zakon Świętego Pawła Pierwszego Pustelnika, sprowadzony do Krakowa przez Jana Długosza, który niebawem wystawił nowy kościół. Jan Długosz w 1480 spoczął w katedrze wawelskiej. W 1792 roku jego szczątki przeniesiono do niszy grobowej w kościele na Skałce, a w 1880 do sarkofagu w Krypcie Zasłużonych.
Z kościołem na Skałce związana jest historia zmagania się dwóch potęg: świeckiej – króla Bolesława Szczodrego i kościelnej – biskupa krakowskiego Stanisława. W wyniku konfliktu z królem biskup, podając za przekazem Galla Anonima, został skazany w 1079 na obcięcie członków za zdradę, której się dopuścił i zmarł. Dokonać to się miało na Wzgórzu Wawelskim. Według alternatywnej wersji, pozostawionej przez Wincentego Kadłubka, król rozkazał swoim sługom zabicie biskupa w kościele na Skałce w czasie odprawiania przez niego mszy, a gdy ci nie chcieli, sam własnoręcznie zamordował przyszłego świętego. Wersja ta jednak ze względu na moralizatorski charakter kroniki Kadłubka, a także to, że również był biskupem jest mało wiarygodna.
Król musiał opuścić kraj. Kościół uznał biskupa świętym i kanonizował go w 1253. Papież Innocenty IV jako podstawę kanonizacji przyjął cuda czynione nad grobem biskupa. W 750 rocznicę kanonizacji papież Jan Paweł II podniósł kościół na Skałce do rangi bazyliki mniejszej.
Od 1089 zwłoki biskupa spoczywają w katedrze wawelskiej, ale to Skałka jest miejscem jego kultu.

## Kalendarium historyczne

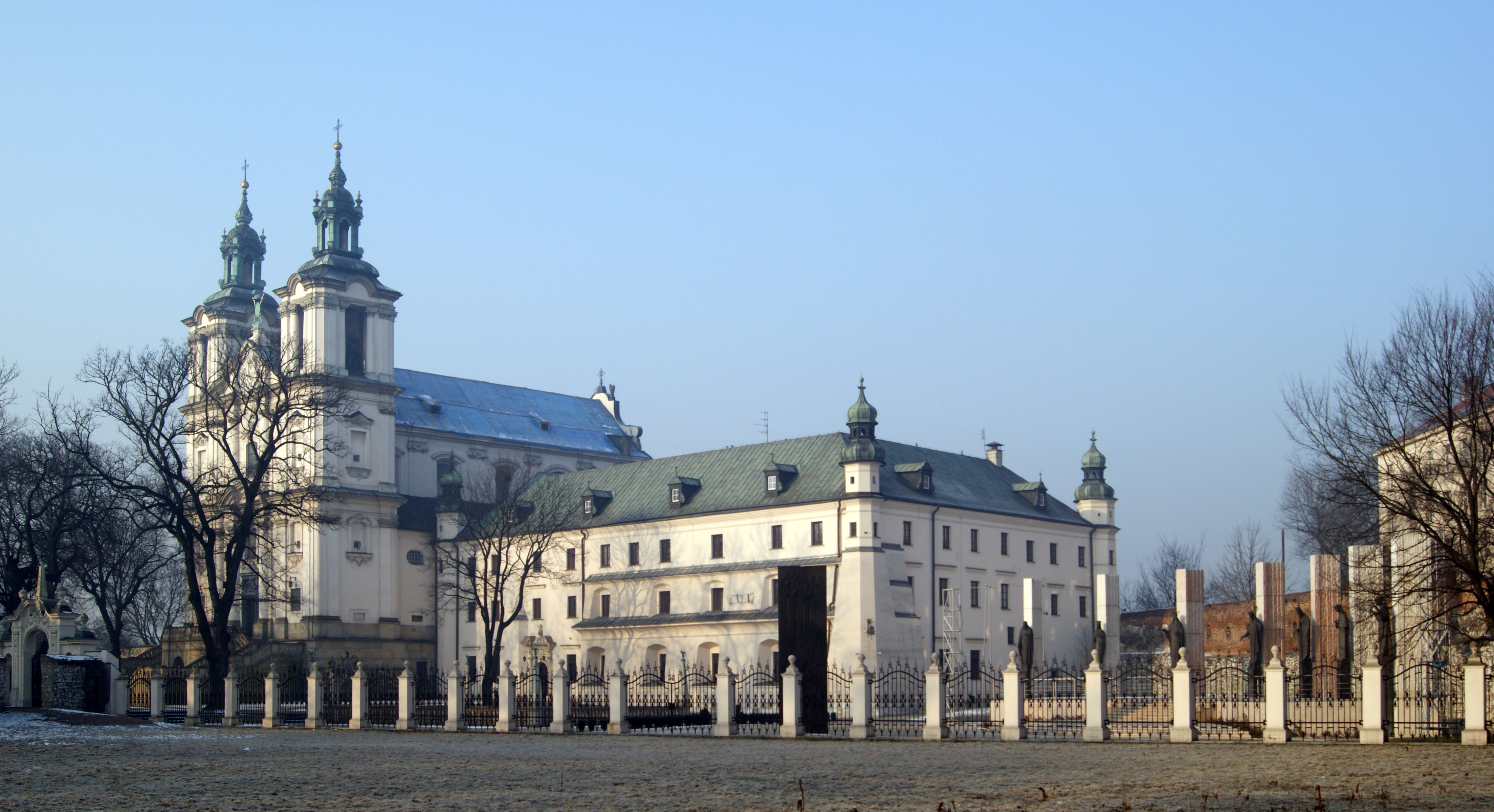
Skałka, widok od wschodu. Od lewej: kościół, klasztor oo. paulinów, przed nim Obelisk Trzech Sakramentów, po prawej Ołtarz Trzech Tysiącleci.

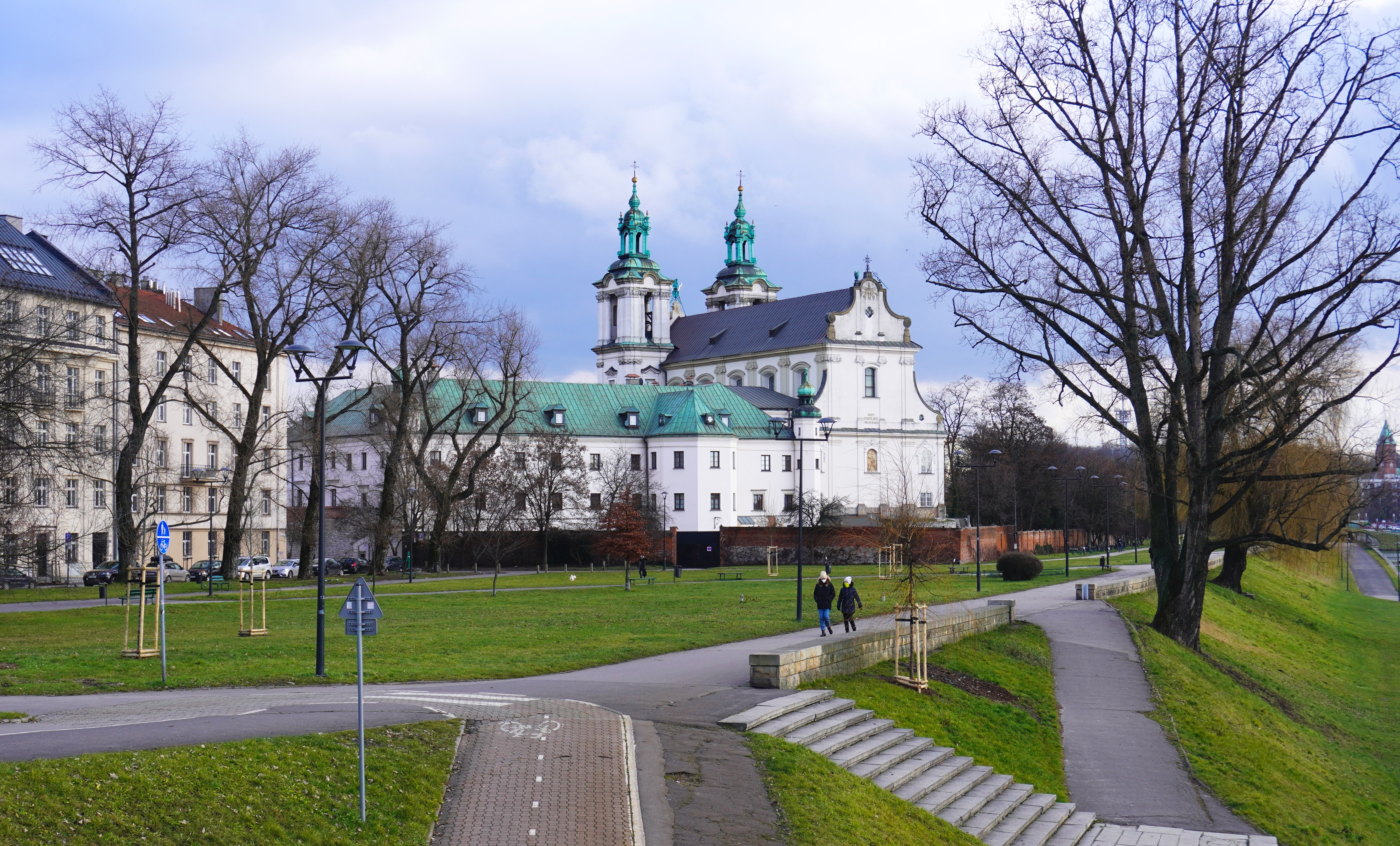
Widok bazyliki od północnego zachodu, wzdłuż Bulwaru Inflanckiego, styczeń 2021

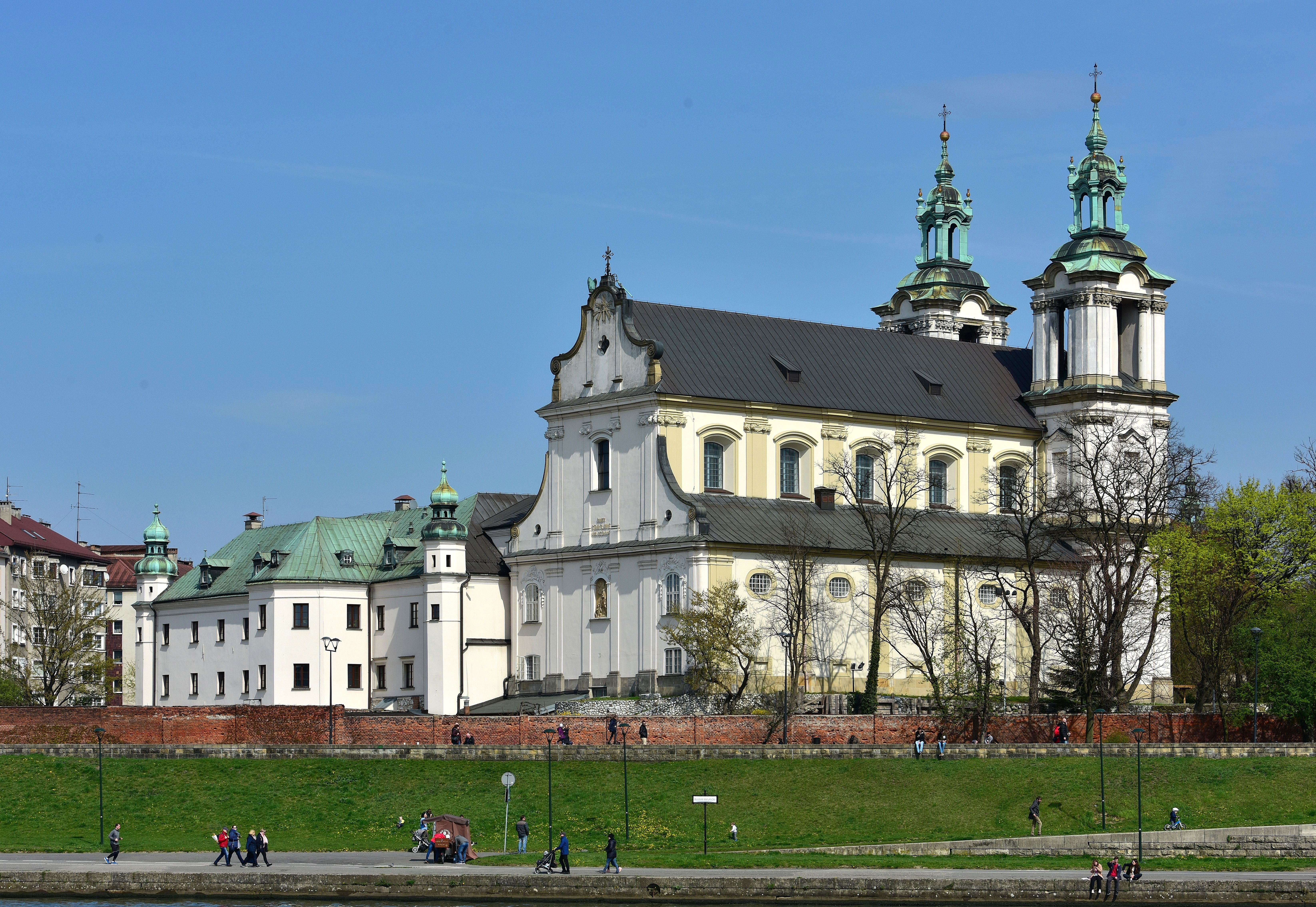
Świątynia od strony Wisły

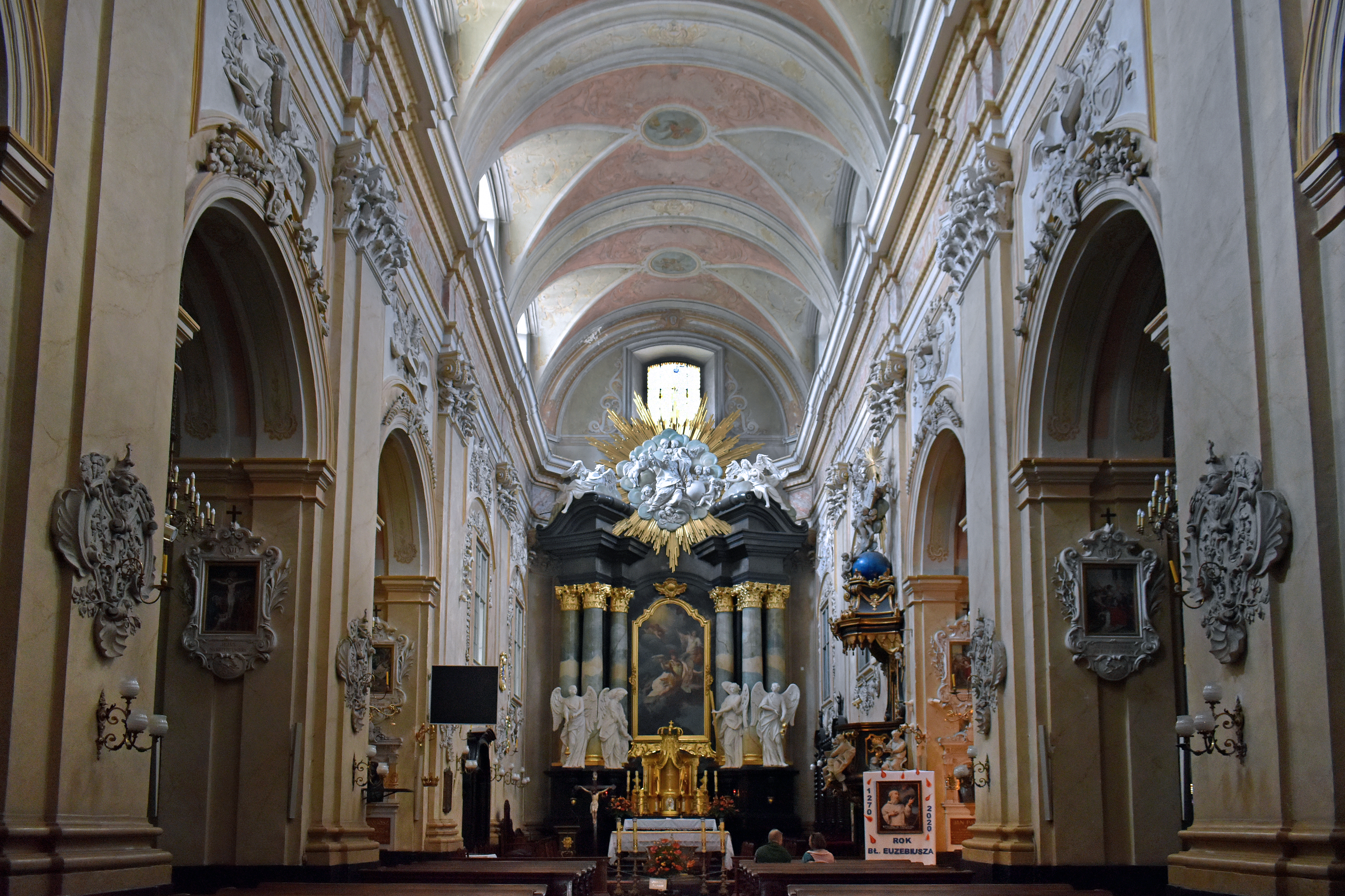
Wnętrze kościoła

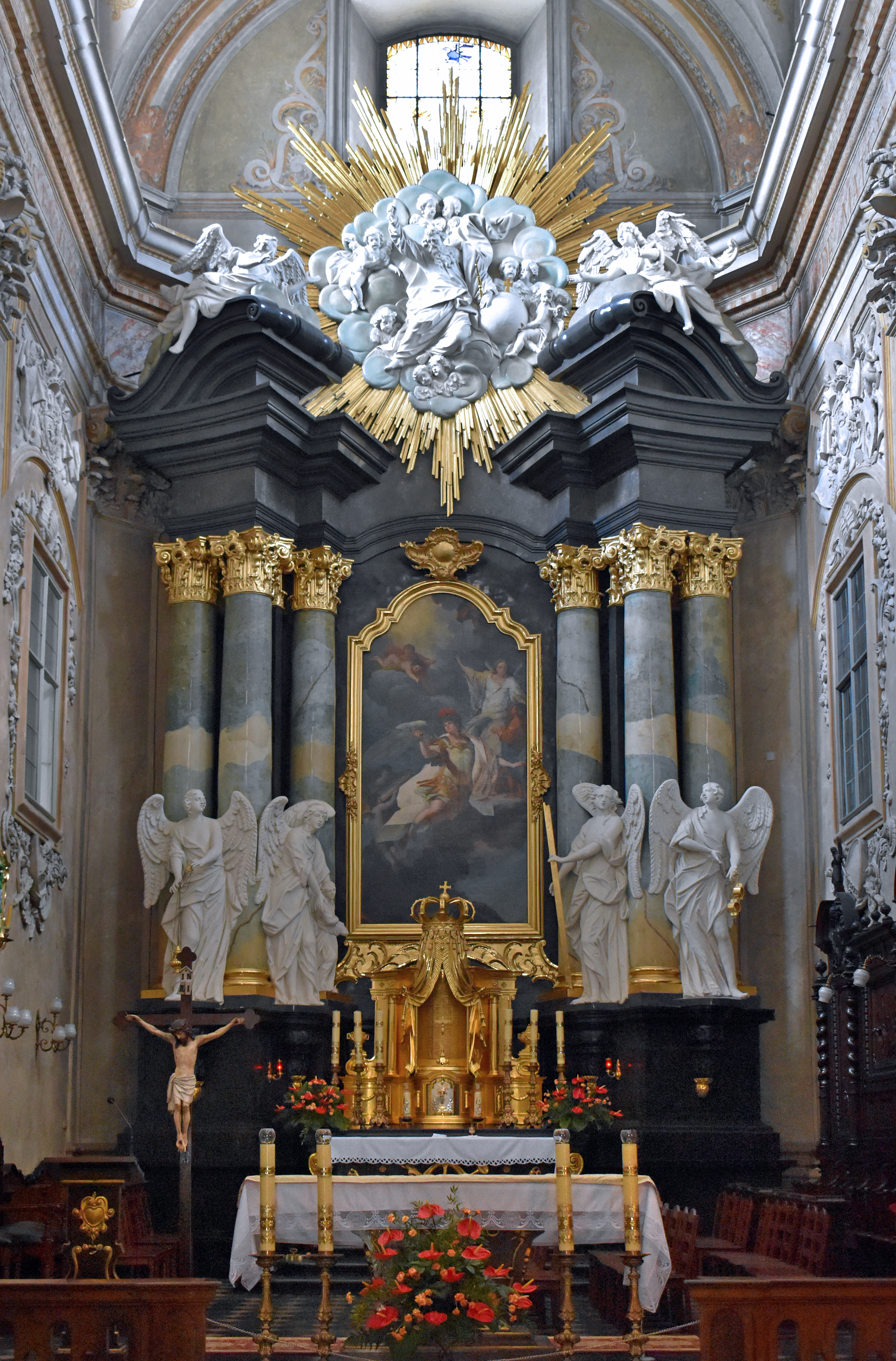
Ołtarz główny

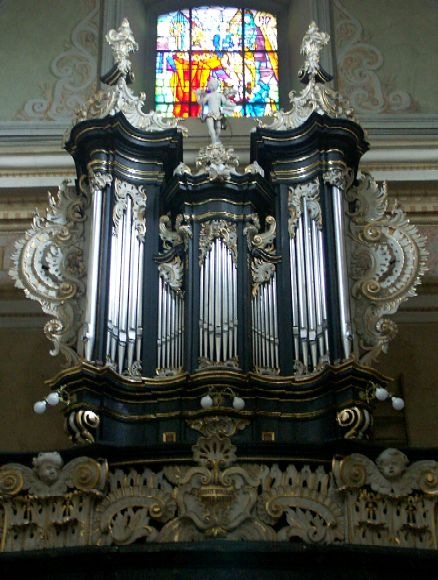
Organy

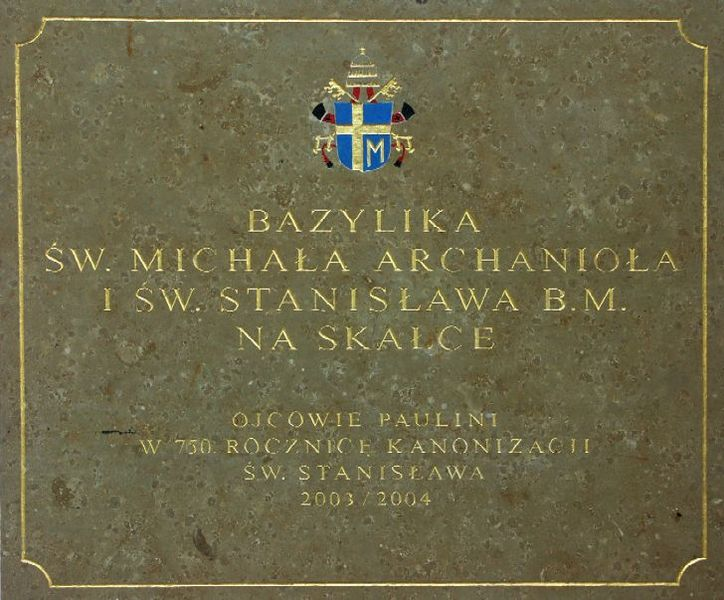
Tablica pamiątkowa

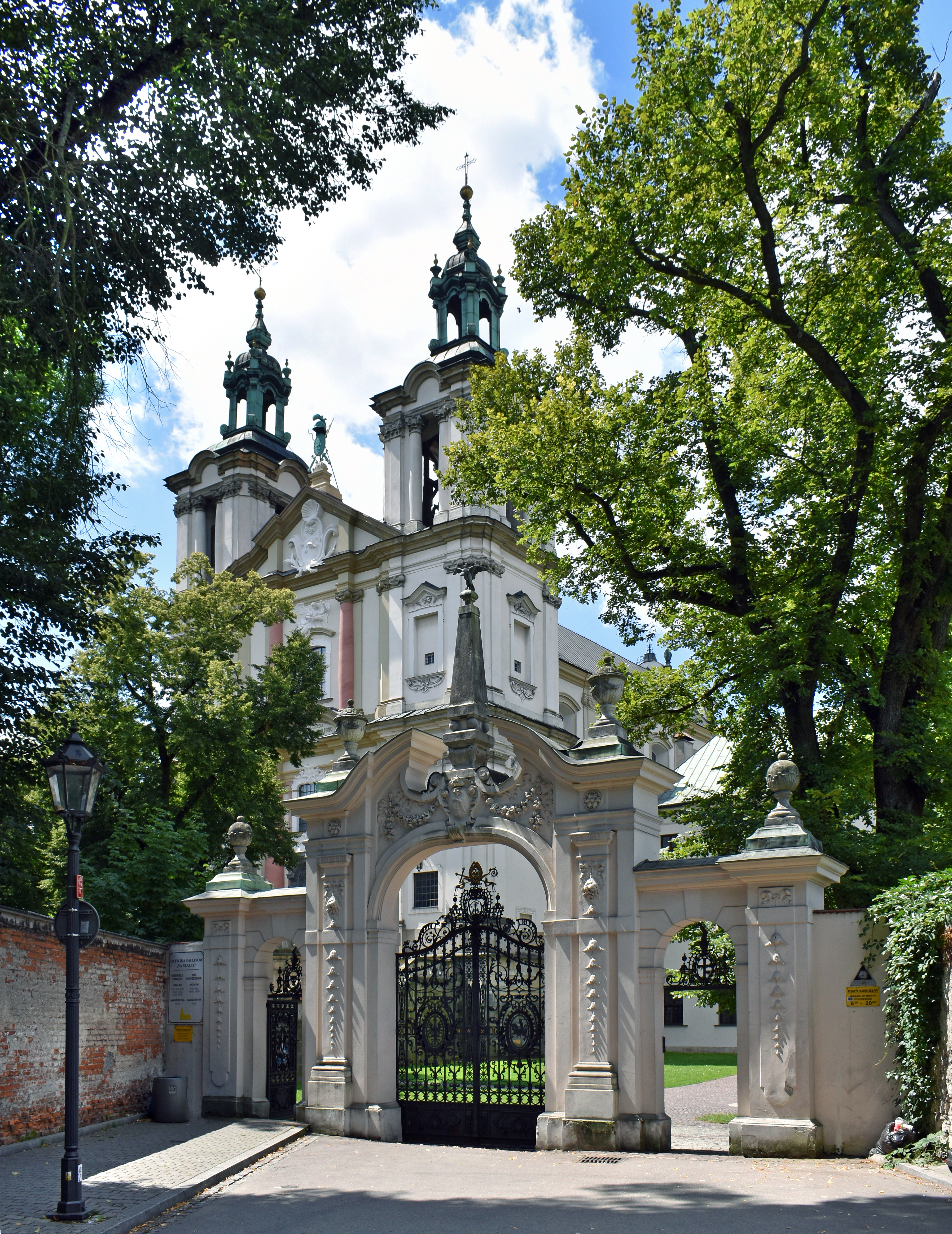
Brama wejściowa na Skałkę.

- XI wiek – ustanowiono kanonicznie biskupstwo krakowskie, szóstym z rzędu biskupem został Stanisław ze Szczepanowa. Do katedry przeniesiono szczątki biskupa.
- 1253 – kanonizacja Stanisława ze Szczepanowa. Kościół na Skałce stał się miejscem pielgrzymek i zyskał nowego, właśnie kanonizowanego biskupa.
- 1270 – król węgierski Stefan V wraz z żoną i dziećmi odbył pielgrzymkę do kościoła na Skałce.
- 25 marca 1471 – na prośby Jana Długosza, król Kazimierz Jagiellończyk przyzwolił na oddanie kościoła na Skałce ojcom paulinom. Dekret wydał biskup krakowski Jan Rzeszowski.
- 1593 – Janusz Ostrogski, kasztelan krakowski, rozgromiwszy zbuntowane oddziały kozackie, zawiesił na Skałce zdobyte na nieprzyjacielu chorągwie.
- 1655 – kościół został oblężony przez Szwedów.
- 1727 – prace wykonywane są przy dekoracji elewacji zachodniej oraz wykonaniu więźby dachowej nad kaplicami bocznymi.
- 1733–1751 – przebudowa kościoła w stylu barokowym.
- 21 czerwca 1787 – król Stanisław August Poniatowski wracając z podróży do Kaniowa odbył procesję z Wawelu na Skałkę.
- 1792 – kości Jana Długosza umieszczone zostały w krypcie kościelnej.
- 1797 – wykonany został relikwiarz św. Pawła Pierwszego Pustelnika.
- 1836 – władze urządziły więzienie polityczne w klasztorze.
- 1837 – skradziono jeden ze srebrnych relikwiarzy św. Stanisława.
- 1856 – książę Stanisław Jabłonowski funduje relikwiarz osłaniający ślady krwi św. Stanisława.
- 1848–1858 – Austriacy zamienili część klasztornych budynków na koszary dla wojska.
- 1880 – architekt Teofil Żebrawski urządził w krypcie kościoła Groby Zasłużonych. Uroczyście przeniesiono zwłoki Jana Długosza do grobowca.
- 1889
  - restauracja kościoła podjęta z inicjatywy przeora paulinów Ambrożego Federowicza, który wcześniej opublikował odezwę do Polaków „W sprawie restauracji kościoła na Skałce” (12 kwietnia). Odezwa zwracała się do wszystkich Polaków z prośbą o datki na restauracje świątyni. Równocześnie odwołał się do wszystkich polskich pism prosząc o powtórzenie apelu.
  - powstaje pseudobarokowa polichromia według projektu Juliana Niedzielskiego.
- 1890 – prace konserwatorskie przejął Karol Knaus
- 1891 – uroczyście poświęcono obraz Matki Boskiej znajdujący się w nawie północnej kościoła
- 1889–1890 – powstała neorokokowa polichromia wnętrza kościelnego wykonana przez Antoniego Mikołajskiego, wedle projektu Juliana Niedzielskiego.
- 3 listopada 1889 – odnowiony kościół poświęcił kardynał Albin Dunajewski. Po uroczystości poświęcono ołtarz św. Rodziny wyobrażający ucieczkę do Egiptu, zamieszczony w ołtarzu bocznym.
- 1890 – została ukończona główna restauracja świątyni. Na tę pamiątkę na fasadzie świątyni umieszczono tabliczkę z datą.
- 1892 – kościół zyskuje obraz Matki Boskiej Częstochowskiej autorstwa Jana Nepomucena Grotta wraz z sukienką wykonaną przez Tadeusza Rybskiego.
- 1892 – nazwiska wszystkich poważniejszych ofiarodawców datków na kościół zostały umieszczone na stopniach wiodących do świątyni.
- 1892–1894 – kolejne prace.
- 1894–1895 – świątynia zyskała neobarokową bramę zamykającą ulicę Skałeczną. Zaprojektował ją Karol Knaus, kratę wykonała firma ślusarska Józefa Goreckiego. Była ona eksponowana we Lwowie wzbudzając zainteresowanie cesarza Franciszka Józefa I i arcyksięcia Karola Ludwika oraz uznanie, czego dowodem był złoty medal dla Goreckiego.
- 1893 – wewnątrz powstały stalle z płaskorzeźbami Teofila Lenartowicza (oblężenie Jasnej Góry i ks. Augustyn Kordecki przed królem Janem Kazimierzem) oraz dwa popiersia: księdza Augustyna Kordeckiego oraz księdza Jana Długosza.
- początek XX wieku – wykonano lampy wieczne wzorowane na koronach królewskich z nagrobków monarszych na Wawelu.
- 1899 – przeor podpisał umowę z Wojciechowskim dotyczącą gruntownej przebudowy organów.
- 1902 – pomnik Kordeckiego umieszczony został przy ołtarzu Matki Boskiej Częstochowskiej. Wykonała go Tola Certowiczówna, a architektoniczne obramowanie zaprojektował Knaus.
- 1917 – w niszy zaprojektowanej przez Zygmunta Hendla umieszczono popiersie Jana Długosza ozdobione herbem Wieniawa, fundowane przez paulinów.
- 1927 – rozpoczęto restaurację kościoła. Powołano specjalny komitet, a protektorat objął metropolita Sapieha. Kierownictwo było w rękach prof. Adolfa Szyszko-Bohusza.
- 1940 – okupanci niemieccy zabrali ze Skałki srebrny pozłacany relikwiarz z początku XVI w., przedstawiający św. Stanisława w stroju pontyfikalnym wskrzeszającego Piotrowina.
- 1950 – zaczęły się prace konserwatorskie polegające na odnowieniu fasady, oczyszczeniu kościoła, założeniu nowych tynków. Uporządkowany został plac przed kościołem i klasztorem, odnowiono groby zasłużonych, jak i brakujące detale.
- 1971 – Jan Strojny wraz z Janem Nawałką odnowili dekoracje stiukową.
- 1979 – do kościoła przybył papież Jan Paweł II, by spotkać się z intelektualistami Krakowa i odbyć rozmowę z młodzieżą.
- 1981 – popiersie Jana Pawła II zostało odsłonięte obok ołtarza w kaplicy Matki Boskiej Częstochowskiej.
- 1983–1984 – gruntownej renowacji poddano XVIII-wieczne organy. Były one wówczas jednym z najpiękniejszych instrumentów w Krakowie i stanowiły wyjątkowo piękny prospekt o bogatej dekoracji motywów.
- 1978–1984
  - w latach przeoratu ojca Stanisława Turka do kościoła przybywały dwa posągi św. Kazimierza i królowej Jadwigi wykonane przez Adama Wojnara.
  - firma Truszczyńskich dokonała rekonstrukcji i rozbudowy organów.
  - firma Felczyńskich wykonała trzy nowe dzwony.
- 1993–2002
  - w latach przeoratu ojców Zygmunta Oklińskiego i Jana Mazura dokonano gruntownej renowacji elewacji kościoła.
- 2005 – Kościół na Skałce otrzymał tytuł Bazyliki Mniejszej. Był to dar papieża upamiętniający 750-lecie kanonizacji św. Stanisława, biskupa i męczennika. Papież wydał z tej okazji list „Beatum Stanislaum”, zaś na krakowskie uroczystości rocznicowe wysłał jako swojego legata kardynała Józefa Ratzingera, późniejszego papieża Benedykta XVI.
- 2008 – na dziedzińcu koło kościoła 8 maja kardynał Stanisław Dziwisz poświęcił Ołtarz Trzech Tysiącleci

## Przebudowa kościoła
- 1732 – narodził się projekt przebudowy gotyckiego kościoła.
- 31 marca 1733 – paulini zawarli kontrakt z cieślą Matyjaszem Mieradzkim, który zobowiązał się rozebrać więźbę dzwonnicy i spuścić zeń dzwony. Później, 23 kwietnia zawarta zostaje druga umowa z Mieradzkim oraz Sebastianem Plichem w celu zburzeniu w ciągu tygodnia całego kościoła aż po fundamenty[2]. Równocześnie prowincjonał Anastazy Kiedrzyński i przeor Celestyn Obiegłowicz zawierają umowę z architektem Antonim Gerhardem Müntzerem z Brzegu na Śląsku na budowę kościoła na Skałce. Uzgadniają, że Müntzer będzie osobiście prowadził budowę, dobierając wedle woli pomocników i murarzy. Nieokreślony zostaje przy tym termin zakończenia prac.
- 1733–1738
  - Müntzer rozpoczął prace. Nazwany „architektem fabryki kościoła św. Stanisława” pobierał przy tym stałą pensję. Prace postępowały szybko, pracowali przy nich kamieniarze polscy i niemieccy, w tym wcześniej zatrudnieni na Jasnej Górze. W związku z tym Müntzer często wyjeżdża do Częstochowy.
- 1734 – zostały wykopane kości Jana Długosza, które przełożono do glinianego naczynia
- 1735 – zawarto kontrakt z Adamem Stylem, majstrem kunsztu kamieniarskiego, który „według terminatu i informacji pana architekta obliguje się odkryć, wyłamać i obalić ze wszystkich tyle kamieni ile będzie potrzeba (..)” m.in. na gzymsy kościoła.
- 1736
  - budowę kościoła opuścił Jan Adam Tiel, pozostawiając niewykonane kamienie na filary kościelne. Obróbki podjął się Jerzy Machacz.
  - 19 sierpnia drewniane modele trzynastu kapiteli zobowiązał się wykonać Hieronim Fuchs.
- 1737
  - cieśle z Tyńca przygotowali galer do spuszczania w dół rzeki materiałów z cegielni zwierzynieckiej (cegła, wapno, dachówki)
  - przygotowywano kamienie na facjatę tylną oraz wiązania dachowe nad nawami bocznymi
  - 3 sierpnia mistrz kotlarski Ferdynard Heidel zobowiązał się wykonać rynnę miedzianą między klasztorem a nowym kościołem.
- 1738
  - mur prowizorycznego kościoła został nakryty prowizorycznym zadaszeniem.
  - nieporozumienia pomiędzy paulinami a Müntzerem doprowadziły do ostrego konfliktu dotyczącego finansów. Pod koniec roku Müntzer zrezygnował z kierowania budową kościoła i opuścił Skałkę.
- 1739-1740 – roboty prowadził krakowski majster budowlany Mikołaj Pucek.
- 1740 – polecony przez warszawskich paulinów na Skałce zjawił się Antoni Solarii. Pierwsze honorarium otrzymał za korektę „abrysów kościelnych”, czyli planów Skałki. Jego projekt odbiegał od projektu Müntzera i wzorowany był na panującym w Italii i krajach habsburskich malowniczym baroku.
- 1741 – snycerz Wacław Beranek wyrzeźbił piętnaście kapiteli w kamieniu pińczowskim, według obrysu Solariego i informacji Mikołaja Pucka.
- 1742
  - 27 maja – kontrakt z kamieniarzem Krzysztofem Daykiem, Wojciechem Łuczyńskim i Janem Opoczką na wykonanie elementów kamiennych na drugą kondygnację fasady.
  - 31 maja w ramach kontraktu kamieniarzy powstał portal główny, odkuty przez Tomasza Góreckiego oraz Jana i Kazimierza Stachowskich z Czernej koło Krzeszowic.
  - drzwi portalu są dziełem Franciszka Fogta, podobnie jak krzyż na fasadzie.
  - wiązanie dachowe zostało wykonane przez cieślę Salutarskiego
  - powstały kapitele jońskie z gipsu na pilastrach fasad bocznych i tylnej oraz korynckie na prezbiterium.
  - w Dębniku zaczęto wykonywać czarno-białą posadzkę.
  - budowa kościoła została ukończona w stanie surowym, ukończono projekty ołtarzy – wszystkie otrzymały kształt retabulum ze zwielokrotnionymi pilastrami lub kolumnami i bogatym zwieńczeniem.
- 1743 – przez cały rok miało miejsce szklenie okien w kościele.
- 1742–1743
  - powstały kapitele kondygnacji fasady drugiej, okute wedle umowy przez myślenickiego kamieniarza Łuczyńskiego.
  - Cieśla Salutarski ukończył więźbę dachową nad nawą główną i kaplicami (nawami bocznymi).
- 1743 – Ludwik Ladisław wykonał kapitele jońskie na pilastrach elewacji bocznych oraz korynckie na prezbiterium.
- 1744
- powstała dekoracja stiukowa w sklepieniu prezbiterium i sklepieniu nawy kościoła (Jan Jerzy Lehner).
- zamontowane zostały kapitele na drugiej kondygnacji wież wykonane przez Wojciecha Łuczyńskiego.
- wewnątrz kościoła została ułożona marmurowa posadzka.
- wykonywany był ołtarz św. Pawła Pustelnika i św. Rodziny
- 1745
  - powstał ołtarz św. Stanisława odkuty przez Tomasza Góreckiego z Czernej oraz Kazimierza Stachowskiego.
  - Jan Jerzy Lehner zaczął rzeźbić orły i cyrady alabastrowe.
- 1746
  - wyrzeźbione zostały późnobarokowe portale w prezbiterium. Wykonał je Mateusz Chudzikowski.
  - Górecki i Stachowski ukończyli ołtarz św. Rodziny.
  - zostało sprawione szkło żółte do promieni oraz wyzłocony został ołtarz św. Stanisława.
  - Jan Jerzy Lehner wykonał rzeźby: bł. Uzebiusza z Ostrzyhomia i św. Tomasza z Akwinu oraz Glorię do ołtarzy św. Pawła i św. Rodziny.
- 1747 – kolumny i pilastry zyskały kapitele na ostatniej kondygnacji wieży.
- 1748 – powstała dekoracja stiukowa fasady – Jan Rojowski – z figurą anioła z wieńcem i herbem Prus I odnoszącym się do św. Stanisława oraz kartusz z godłem paulinów
- 1748–1752 nadzorem prac budowlanych zajmował się Bruno Chojnacki, który zarządzał konwentem skałecznym
- 1749
  - budowa monumentalnych schodów zewnętrznych (Wojciech Łuczyński, Krzysztof Janek), przypominających rozwiązanie przed rzymskim kościołem S. Domenico e Sisto.
  - Kamieniarze Tomasz Górecki i Franciszek Bielawski ukończyli ołtarz św. Jana Nepomucena.
  - rzeźbiarz Jan Rojowski wykonał dekorację stiukową fasady kościoła (tarcza z godłem paulinów, postać anioła, motywy muszli i wstęg).
  - 4 lipca – kościół na Skałce został poświęcony.
- 1750 – Wojciech Rojowski ukończył dekorację stiukową wraz z figurami do ołtarza św. Nepomucena. Obraz wykonał Łukasz Orłowski
- 1751
  - Andrzej Stanisław Kostka-Załuski uroczyście konsekrował nową świątynię, nadając jej podwójne wezwanie świętych Michała Archanioła i Stanisława Biskupa, naznaczając coroczne święto konsekracji w trzecią niedzielę po Wielkanocy.
  - powstała ambona zdobiona figurami czterech ewangelistów i aniołów na jej zwieńczeniu wyrzeźbionych przez Wojciecha Rojowskiego.
- 1752 – wyrzeźbione zostały ornamenty do konfesjonałów (stojących pod chórem kościoła)
- 1756 – powstał ołtarz Matki Boskiej Częstochowskiej z płaskorzeźbą oblężenia Jasnej Góry przez Szwedów (Tomasz Górecki i Franciszek Bielawski)
- 1758
  - rozpoczęły się prace nad ołtarzem głównym. Obraz do ołtarza sprawił biskup Andrzej Stanisław Kostka-Załuski, a namalował go Tadeusz Kunze.
- 1760 – powstał chór muzyczny, późnobarokowy o falistej linii.
- 1761–1762 – snycerz Józef Weissmann stworzył organy i być może balustradę chóru muzycznego, Antoni Rotter – rokokowe ławki oraz konfesjonały.
- 1762 – zostały wzniesione malownicze hełmy wieżowe, tym samym definitywnie budowa się skończyła. Roboty przy więźbie hełmów wykonał cieśla Jakub Hertel, natomiast pobicie blachą zlecono mistrzowi Idziemu Guzikiewiczowi sprowadzonemu w tym celu aż z Widawy. Autor projektu architektonicznego lekkich ażurowych hełmów jest nadal nieznany.
- 1766 – powstała późnobarokowa ambona z rokokową dekoracją snycerską autorstwa Wojciecha Rojowskiego. Zostały ukończone prace przy ołtarzu głównym (kapitele zostały wyrzeźbione przez o. Mojżesza Formińskiego – stolarza konwentu częstochowskiego)
- 1782
  - ukończony został ołtarz św. Barbary. Wykonali go według „obrysu ołtarza św. Jana Nepomucena” kamieniarze Jan Królicki i Stanisław Frankiewicz. Rzeźby św. Tekli i św. Katarzyny w tym ołtarzu są dziełem nieznanego artysty.
- 1785 – Andrzej Woykowski wykonał cztery konfesjonały o kształcie barokowo-klasycystycznym.

## Kościół barokowy
Obecny barokowy kościół św. Michała i Stanisława powstał w latach 1733–1751 według pierwotnych planów architekta Antoniego Müntzera, zmienionych kilka lat później przez Antonio Solariego, który to przeprojektował fasadę budynku i wystrój wnętrza. Wejście do świątyni poprzedzają schody, których stopnie noszą nazwiska ofiarodawców wspierających przeprowadzaną w latach 1888–1899 renowację, kierowaną przez Karola Knausa.
Ołtarz główny kościoła zawiera obraz Tadeusza Kuntzego, wykonany około roku 1758 i przedstawiający Michała Archanioła. W lewej, południowej nawie (ostatniej licząc od wejścia) znajduje się ołtarz św. Stanisława. Zawiera on XVII-wieczny obraz świętego, a także relikwię w postaci drewnianego stopnia ołtarza, na którym zachować miały się ślady krwi biskupa. Ściana na prawo od ołtarza nosi ponadto trzy wyeksponowane ślady krwi, przykryte szklanymi osłonami w metalowej tablicy.
W kościele znajduje się popiersie Augustyna Kordeckiego – obrońcy Jasnej Góry, wykonane w 1902 przez Tolę Certowiczównę. W prawej bocznej nawie świątyni stoi popiersie papieża Jana Pawła II, wykonane w 1981 przez Adama Wojnara.

## Krypta zasłużonych
W latach 1876–1880 urządzono według projektu Teofila Żebrawskiego w podziemiach kościoła narodowy panteon w postaci Krypty Zasłużonych, w której spoczęły znamienite postacie polskiej kultury i nauki.
Rolę Skałki jako panteonu narodowego utrwalił zwyczaj specjalnych paradnych pogrzebów, które zaczynały się u pijarów, w farze Mariackiej czy u franciszkanów. W latach zaborów tradycja ta stała się wyrazem patriotyzmu. Otwarcie krypty wiązało się z 400-leciem śmierci Jana Długosza. Tę tradycję kontynuowano także w II Rzeczypospolitej. W każdym roku – 28 listopada – w rocznicę śmierci Stanisława Wyspiańskiego, odbywa się w Krypcie Zasłużonych żałobna msza, niejednokrotnie związana z wystąpieniami aktorów z Teatru im. Juliusza Słowackiego.
Oprócz wielkiego kronikarza spoczywają tu:
- Wincenty Pol, poeta (w 1881)
- Lucjan Siemieński, poeta (w 1881)
- Józef Ignacy Kraszewski, pisarz (w 1887)
- Teofil Lenartowicz, poeta (w 1893)
- Adam Asnyk, poeta (w 1897)
- Henryk Siemiradzki, malarz (w 1903)
- Stanisław Wyspiański, malarz i poeta (w 1907)
- Jacek Malczewski, malarz (w 1929)
- Karol Szymanowski, muzyk (w 1937)
- Ludwik Solski, aktor (w 1954)
- Tadeusz Banachiewicz, matematyk i astronom (w 1955)
- Czesław Miłosz, poeta (w 2004)
- ojcowie i bracia paulini (od 1482 do 1880 roku była to krypta zakonna paulinów), (w 2007)

## Sadzawka kultowa

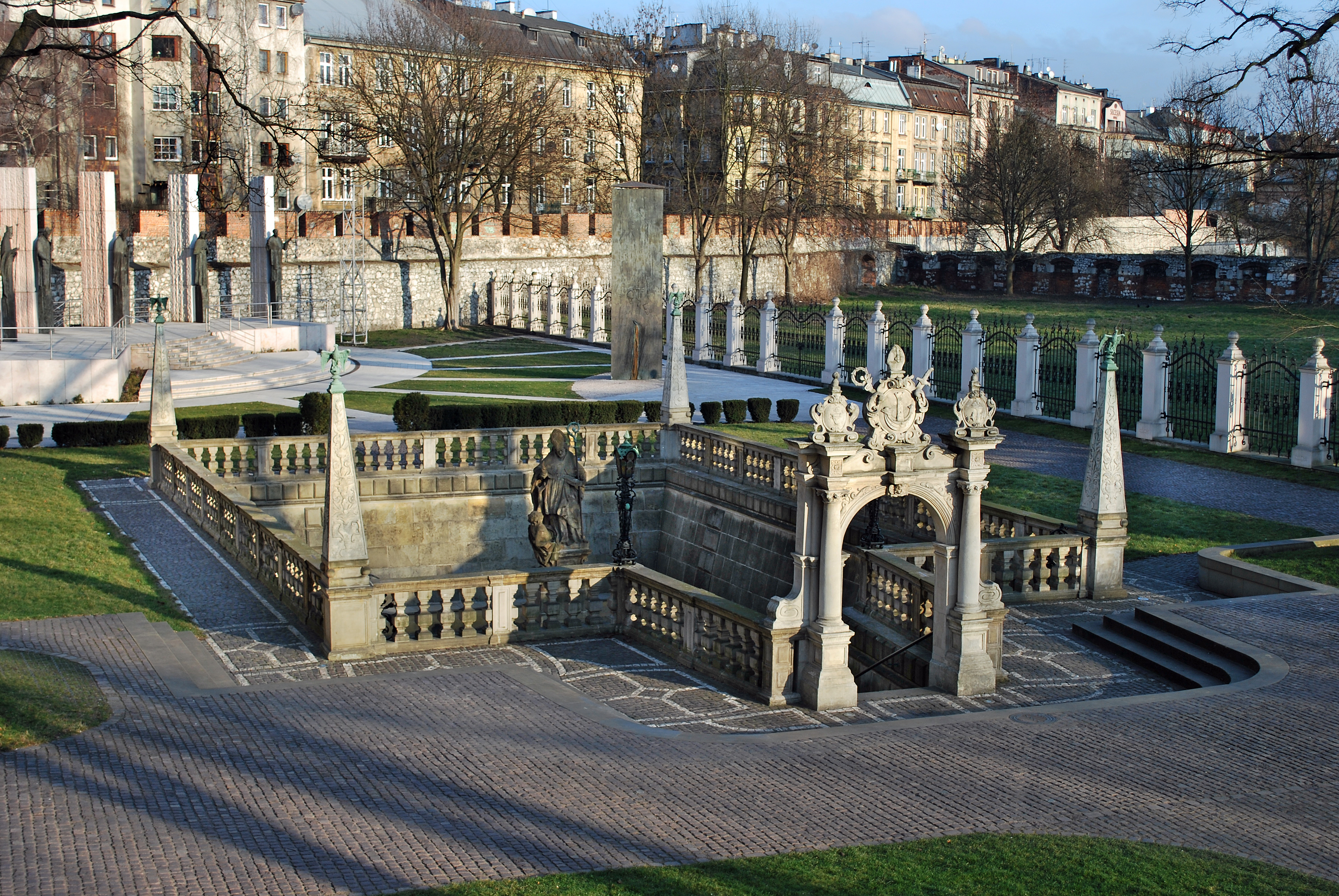
Sadzawka św. Stanisława

Znajdująca się nieco na północ od wejścia do kościoła sadzawka kultowa, nazwana imieniem św. Stanisława i określana „Kropielnicą Polski”, to prawdopodobnie miejsce pradawnych obrzędów przedchrześcijańskiej religii ludowej, o których w swoich pismach wspomina Jan Długosz. W tym właśnie miejscu porzucone zostały według legendy rozczłonkowane zwłoki św. Stanisława tuż po jego zabójstwie. Istniejąca obecnie kamienna obudowa sadzawki powstała w okresie wczesnego baroku w latach 1683–1689, wykonana przez kamieniarza Jacka Naporę według pomysłu biskupa krakowskiego Jakuba Zadzika z 1638 roku. Jego to herb Korab obok herbu Długosza (Wieniawa) oraz emblematu Paulinów umieszczony został w zwieńczeniu bramki przed sadzawką.
W środku sadzawki stoi rzeźba biskupa, wykonana nieco później od samej obudowy, bo w roku 1731. Autorem jej jest prawdopodobnie szwajcarski Jezuita Dawid Heel, który wykonał również posągi przed kościołem św. św. Piotra i Pawła.
Sadzawka odrestaurowana została w latach 1895–1896, podobnie jak sam kościół według zamysłu Karola Knausa. Dodane zostały lampy, a istniejące wcześniej kamienne posągi orłów (legendarnych strażników ciała świętego) zastąpione zostały metalowymi odlewami.

## Wyższe Seminarium Duchowne Ojców Paulinów
W 1472 ks. Jan Długosz sprowadził na Skałkę zakonników z Zakonu Świętego Pawła Pierwszego Pustelnika. Są oni tu nieprzerwanie po dziś dzień, tworząc ważną część historii paulińskiego zakonu. W 1653 r. Paulini otrzymali pozwolenie od Stolicy Apostolskiej na otworzenie domu studiów filozoficzno-teologicznych. Los padł na Skałkę. Od 350 lat krakowska Skałka jest związana ze studiami, które obejmują filozofię – 2 lata i teologię – 4 lata, jako etap formacji przyszłych kapłanów – oo. Paulinów. Różne burze dziejowe sprawiły, że nie zawsze na Skałce odbywało się przygotowanie paulińskich kandydatów do kapłaństwa.
W latach 1933–1935 wzniesiono przy Skałce osobny budynek seminaryjny, zaprojektowany przez Adolfa Szyszko-Bohusza. Po II wojnie światowej władze państwowe zajęły budynek na świeckie cele oświatowe. W 1992 r. powrócił on do prawowitych właścicieli, zostając ponownie zaadaptowany na potrzeby seminarium duchownego.
Rektorzy Seminarium (po reaktywowaniu studiów w 1975 r.):
- O. Rufin Abramek (1975–1978)
- O. Stanisław Turek (1978–1984)
- O. Zachariasz Jabłoński (1984–1987)
- O. Bronisław Krąp (1987–1993)
- O. Zygmunt Okliński (1993–1996)
- O. Jan Mazur (1996–2002)
- O. Andrzej Napiórkowski (2002–2008)
- O. Michał Lukoszek (2008–2014)
- O. Grzegorz Prus (2014–2020)
- O. Mariusz Tabulski (2020-)

## Galeria

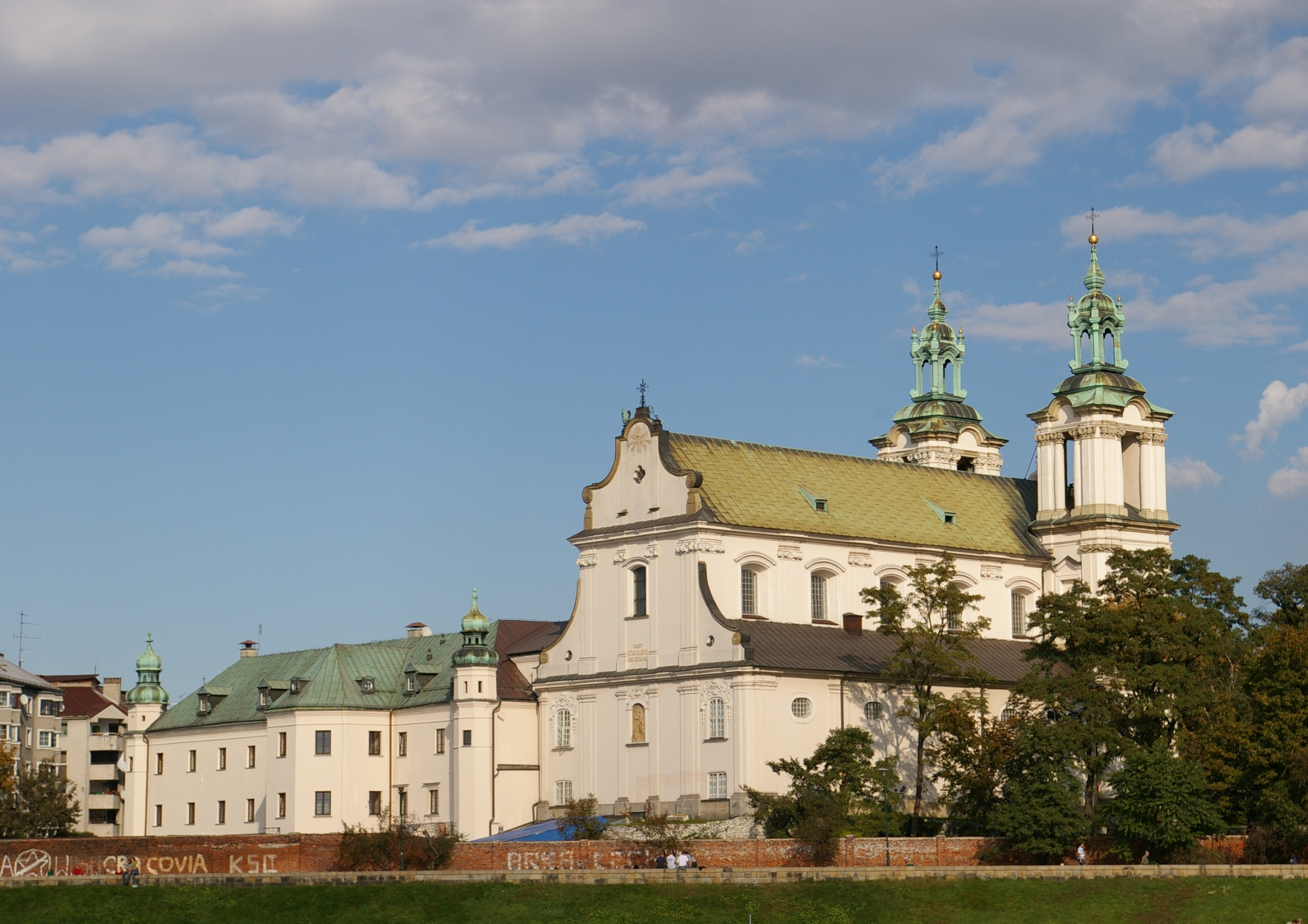
Kościół na Skałce
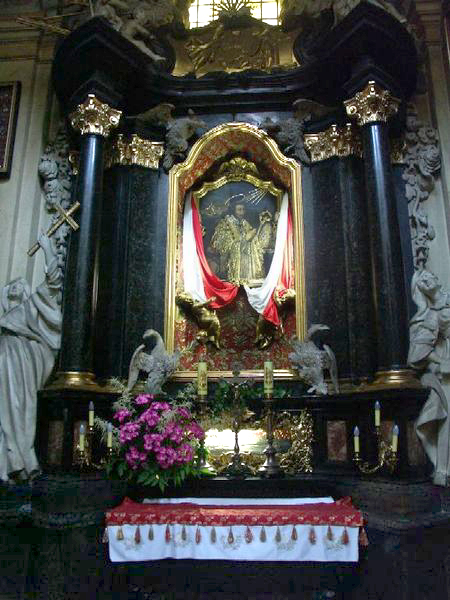
Kaplica św. Stanisława
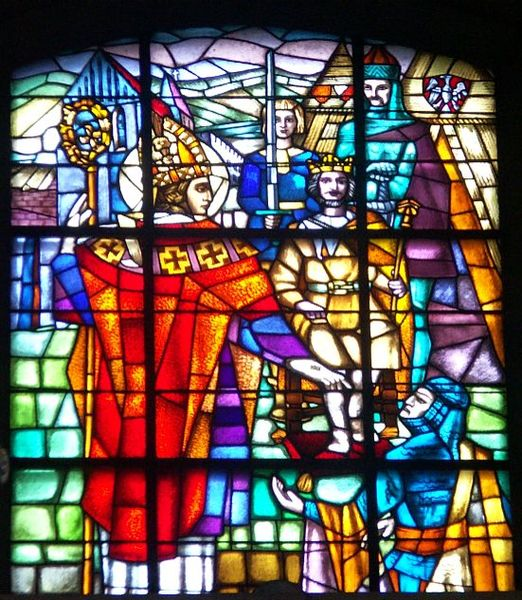
Kościół na Skałce, witraż frontalny
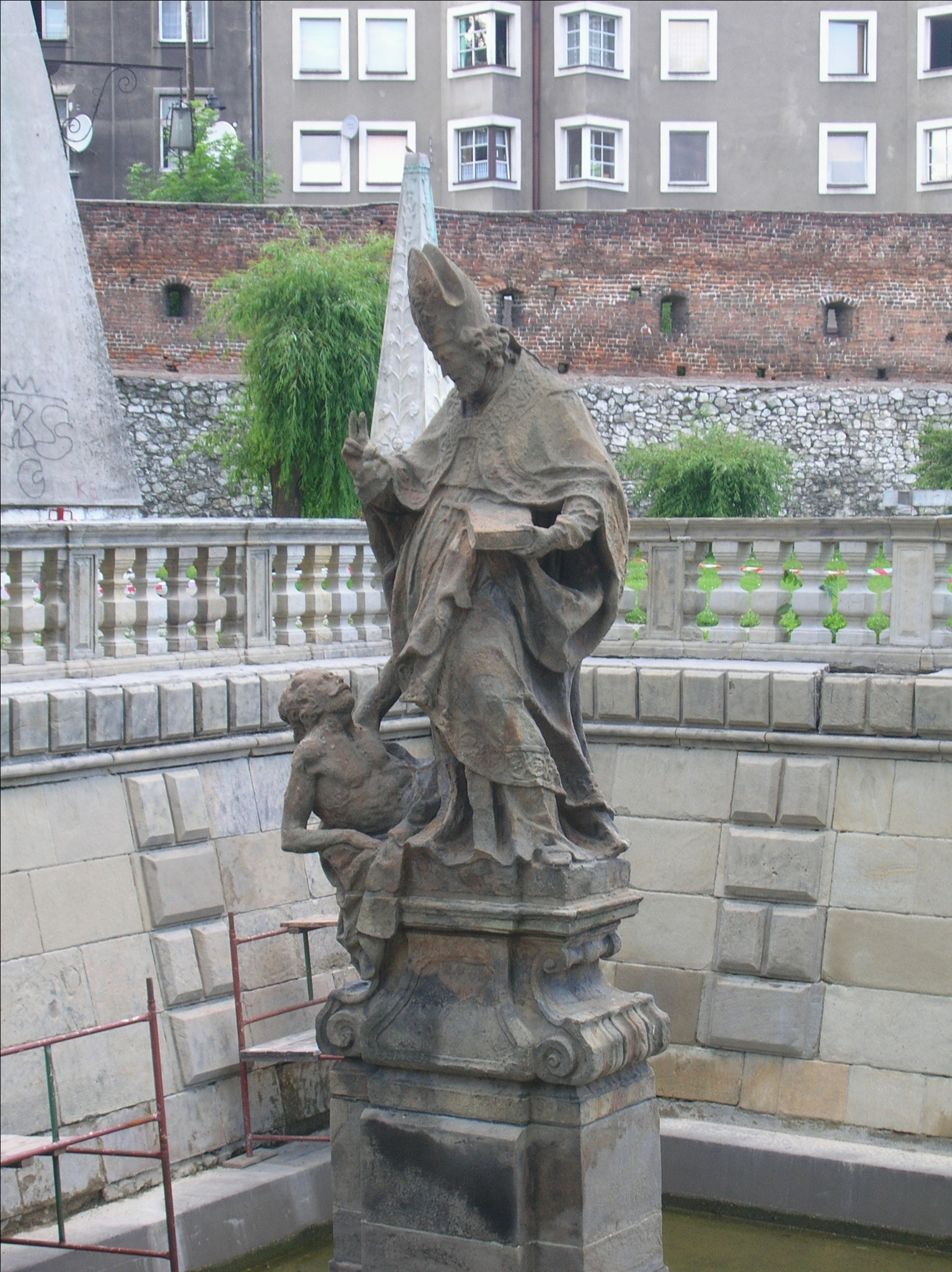
Posąg Stanisława Biskupa w Sadzawce na Skałce
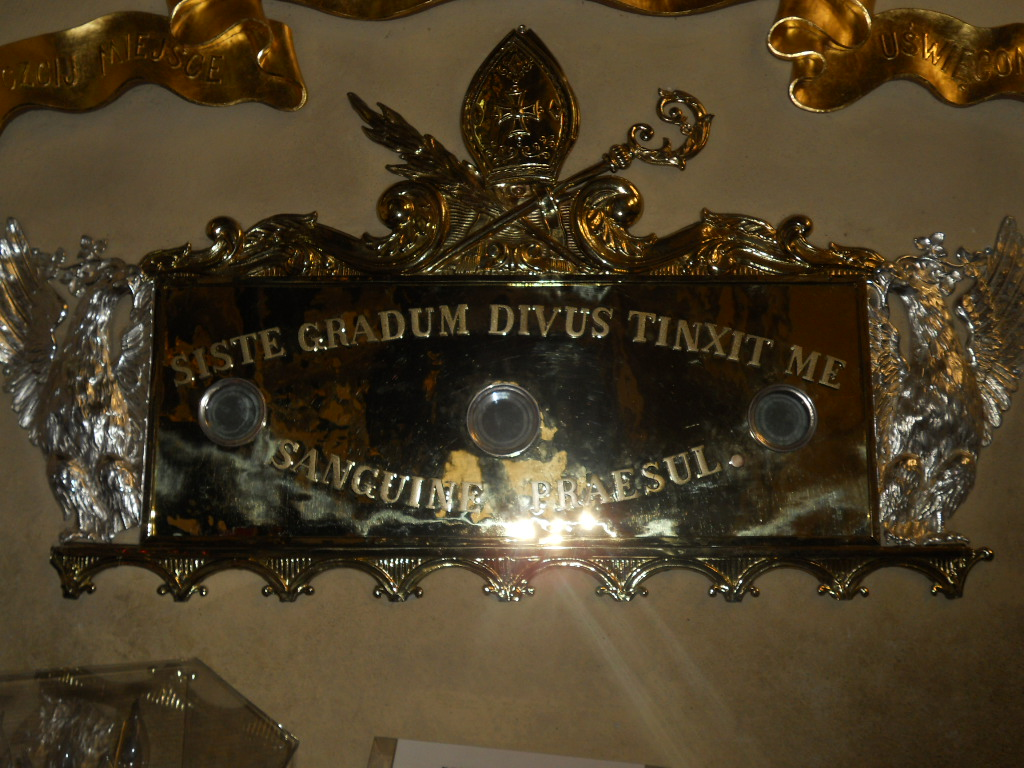
Stopnie na których miał zginąć Św Stanisław